# Charlotte Fermor
Pour les articles homonymes, voir Fermor.
Lady Charlotte Fermor (14 février 1725 - 11 juillet 1813) est gouvernante royale des enfants du roi George III et de la reine Charlotte pendant plus de trente ans, occupant ce poste de 1762 à 1793. Elle est la fille de Thomas Fermor, et de son épouse Henrietta Louisa Jeffreys, tous deux en poste à la cour. Le couple est éduqué et voyage fréquemment avec sa progéniture grandissante d’enfants sur le continent. Charlotte, comme ses sœurs, est bien éduquée ; en 1746, elle épouse William Finch.
Femme accomplie, elle est nommée gouvernante royale en août 1762 à la naissance de George, prince de Galles, fils aîné du roi George et de la reine Charlotte. Ses tâches consistent notamment à superviser la garderie royale et tout le personnel employé dans celle-ci, ainsi qu'à organiser des cours pour les enfants. Elle supervise l'éducation des princes jusqu'à ce qu'ils deviennent assez âgés pour vivre dans leur propre maison sous la surveillance des gouverneurs, tandis que les six princesses restent sous sa surveillance jusqu'à leurs 21 ans. Elle quitte son poste en 1793, bien qu'elle ait continué à correspondre avec des membres de la famille royale et à recevoir des cadeaux de leur part.

## Jeunesse et mariage

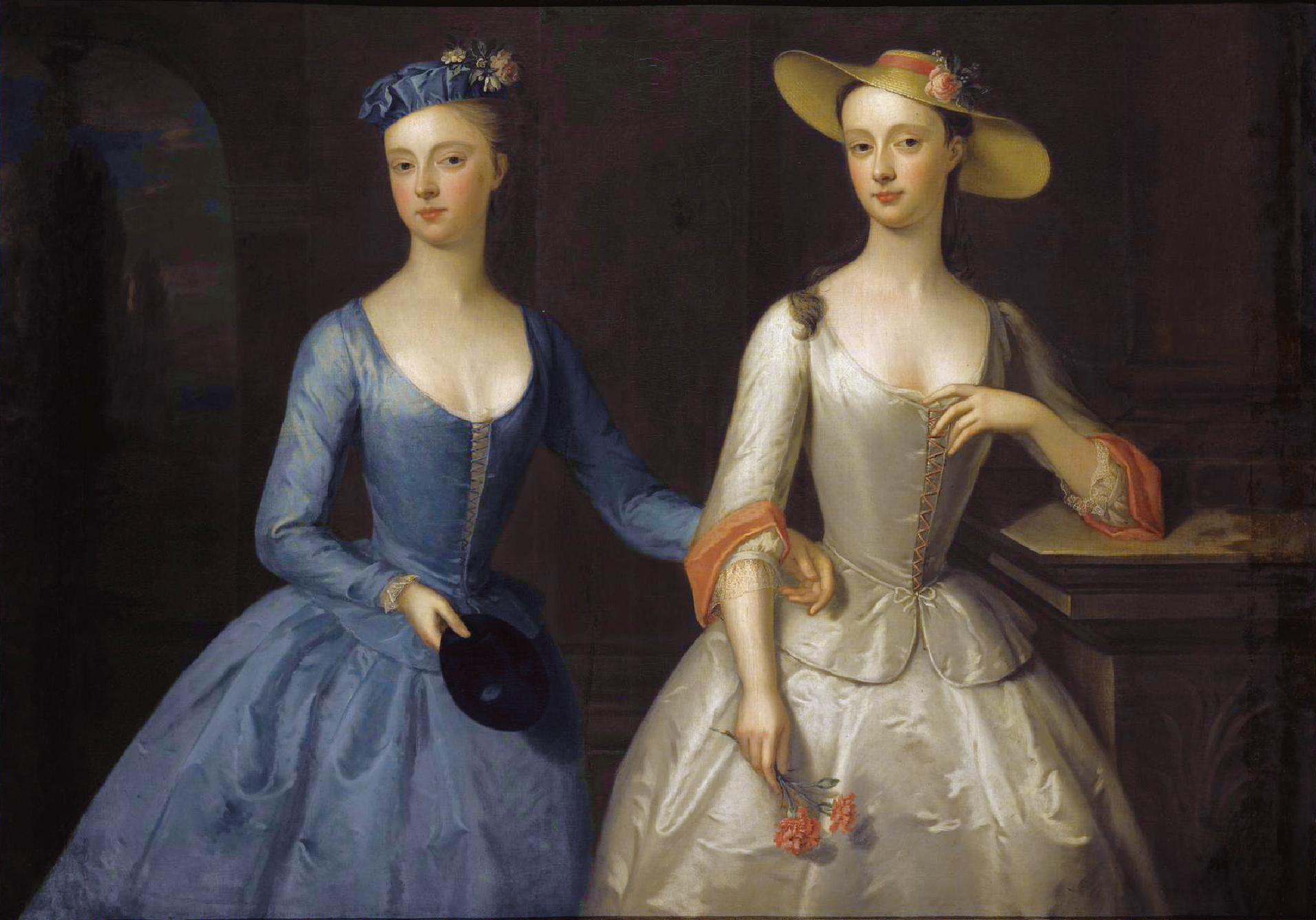
Lady Charlotte (à droite) et sa sœur Sophia, v. 1741

Lady Charlotte Fermor est née le 14 février 1725, deuxième fille aînée de Thomas Fermor et de son épouse Henrietta Louisa Jeffreys. La famille comprend dix enfants : quatre fils et six filles. Lord et Lady Pomfret occupent divers postes au cours de leur vie; le comte sert de maître du cheval à la reine Caroline alors que sa femme est une dame de la chambre à coucher.
Charlotte et sa famille voyagent beaucoup et séjournent dans des sites culturels et historiques du continent. Bien que les détails sur l'éducation de Fermor et de ses sœurs soient minimes, leur mention dans les journaux contemporains implique qu'ils sont bien éduqués. Elle et Lady Pomfret lisent beaucoup et s'intéressent à la théologie. En 1740, Horace Walpole remarque que Charlotte parle assez bien l'italien, elle « parle le plus pur toscan, comme tout florentin » et « les Florentins la considèrent comme le plus brillant des étrangers à avoir honoré leur [Académie] ». Selon Walpole, John Carteret, qui a été brièvement marié à Sophia, la sœur de Charlotte, est « extrêmement attaché » à Charlotte. Après la mort de Sophia en 1745, Granville remet les bijoux de son épouse décédée à Charlotte, « au grand mécontentement de ses propres filles ».
Le 9 août 1746, Charlotte épouse William Finch (1691-1766), héritier de son frère Daniel Finch. Peu de temps après le mariage, Walpole annonce que Charlotte a cinq mille livres sterling de son père, une somme qui augmenterait lorsque « M. Finch en aura quinze mille livres de plus ». William Finch a déjà été marié à Lady Anne Douglas mais n'a eu aucun enfant. Diplomate, il est envoyé en Suède et aux Pays-Bas dans les années 1720 avant de devenir député pour de Cockermouth et Bewdley. À partir de 1742, il est vice-chambellan de la maison royale. Lui et Lady Charlotte ont un fils et quatre filles ensemble. L'une de leurs filles est morte en 1765. Leur fils unique, George, hérite des comtés de Nottingham et Winchilsea de son oncle paternel en 1769.

## Gouvernante royale

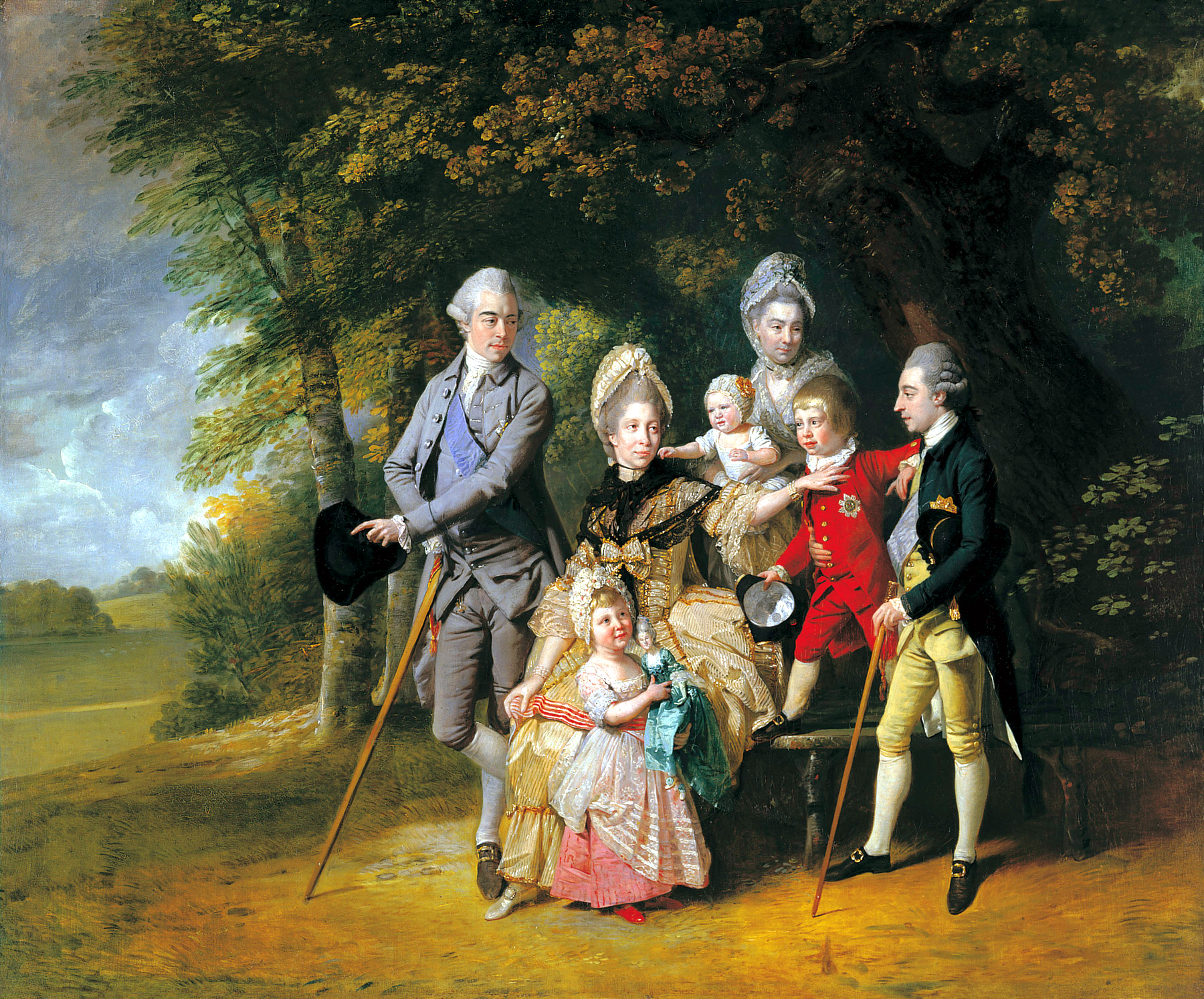
Charlotte et sa famille, v. 1771–72. Lady Charlotte Finch est debout dans le dos, tenant le bébé.

La carrière de lady Charlotte Finch en tant que gouvernante des enfants royaux commence en août 1762, date à laquelle elle est nommée un jour après la naissance de George, prince de Galles, fils aîné et héritier du roi George III et de la reine Charlotte. Walpole qualifie la décision « un choix si universellement approuvé que je ne pense pas qu'elle sera victime d'abus même en Grande-Bretagne ». La biographe de Finch, Jill Shefrin, écrit que la gouvernante est reconnue pour l'habileté qu'elle a consacrée à élever ses propres enfants tandis que Christopher Hibbert suggère que ses antécédents éducatifs l'ont « bien adaptée » au poste. Lady Charlotte occupe le poste de gouvernante royale pendant plus de 30 ans et s'occupe de 14 des 15 enfants du roi et de la reine. Elle dirige la nursery royale, supervisant les membres du personnel désignés pour chaque enfant; le personnel comprenait des sous-gouvernantes, des enseignants, des assistants personnels et des assistantes gouvernantes.
Au milieu des années 1760, peu après sa nomination, des événements inquiétants commencent à se produire chez Lady Charlotte. Une de ses filles décède en 1765. De plus, William Finch, qui a 34 ans de plus que son épouse, est devenu sénile et mentalement instable en 1765. Des rumeurs circulent selon lesquelles il l'a jetée dans un escalier. Craignant pour sa sécurité, elle obtient une séparation officielle de son mari, emmenant leurs enfants vivre avec elle dans un appartement du palais Saint-James et une maison à Kew. Il meurt à la fin de 1766. En dépit de ces tensions sur sa vie personnelle, elle continue à remplir sa position avec zèle. Cependant, quand une autre de ses filles tombe malade au début de 1767, elle prend congé de son travail et la soigne. Elle laisse la sous-gouvernante Mme Cotesworth aux commandes et revient de son deuil en novembre 1767, à temps pour s'occuper du cinquième ajout à la crèche, Édouard-Auguste de Kent.

### Approche pédagogique et cours
Lady Charlotte est décrite par les biographes comme chaleureuse, compétente et bienveillante. Comme cela est typique pour la période, les enfants sont rarement vus par le roi et la reine ; Finch est la figure adulte invariable dans leur vie. Alors que les princes royaux subissent des leçons disciplinées dans un environnement éducatif austère, Finch est aimée par les filles, qui l'appellent affectueusement « Lady Cha », et à son retour d'un voyage sur le continent en 1771, la reine Charlotte lui écrit : « Ils ne peuvent jamais être entre de meilleures mains que les vôtres ». Shefrin dit que Finch « supervisait une pépinière progressive axée sur l'apprentissage centré sur l'enfant » et partage une passion pour l'éducation avec la reine Charlotte, comme en témoigne leur correspondance et les écrits de contemporains. L'idée de mères nobles encourageant l'éducation de leurs enfants - un concept prôné par les éducateurs et les érudits - devenait de plus en plus populaire et l'approche de Finch à la cour contribue à la diffusion de ces nouvelles théories éducatives. Parmi les méthodes employées, l'utilisation de « cartes disséqués », quelques - uns des premiers puzzles, pour enseigner la géographie,.
L’historienne Flora Fraser écrit que « à bien des égards, l’éducation ordonnée pour les princesses serait aussi rigoureuse que celle que le roi a ordonnée pour les princes ». La reine Charlotte estime qu'une femme dotée d'une éducation est aussi capable qu'un homme. Elle organise aux côtés de Mme Cotesworth, des cours d'arts et de sciences qui sont donnés aux princes et aux princesses. Les sujets comprennent la géographie, l'anglais, la grammaire, la musique, les travaux d'aiguille, la danse et l'art. Une tutrice, Julie Krohme, enseigne aux enfants la langue française. Une fois suffisamment âgées, les princesses allaient chaque jour pour s’instruire dans la nouvelle maison de Finch à Kew, au bord de la rivière. À l'inverse, les princes voient de moins en moins Lady Charlotte à mesure qu’ils vieillissent et qu’ils entrent dans les soins des gouverneurs.

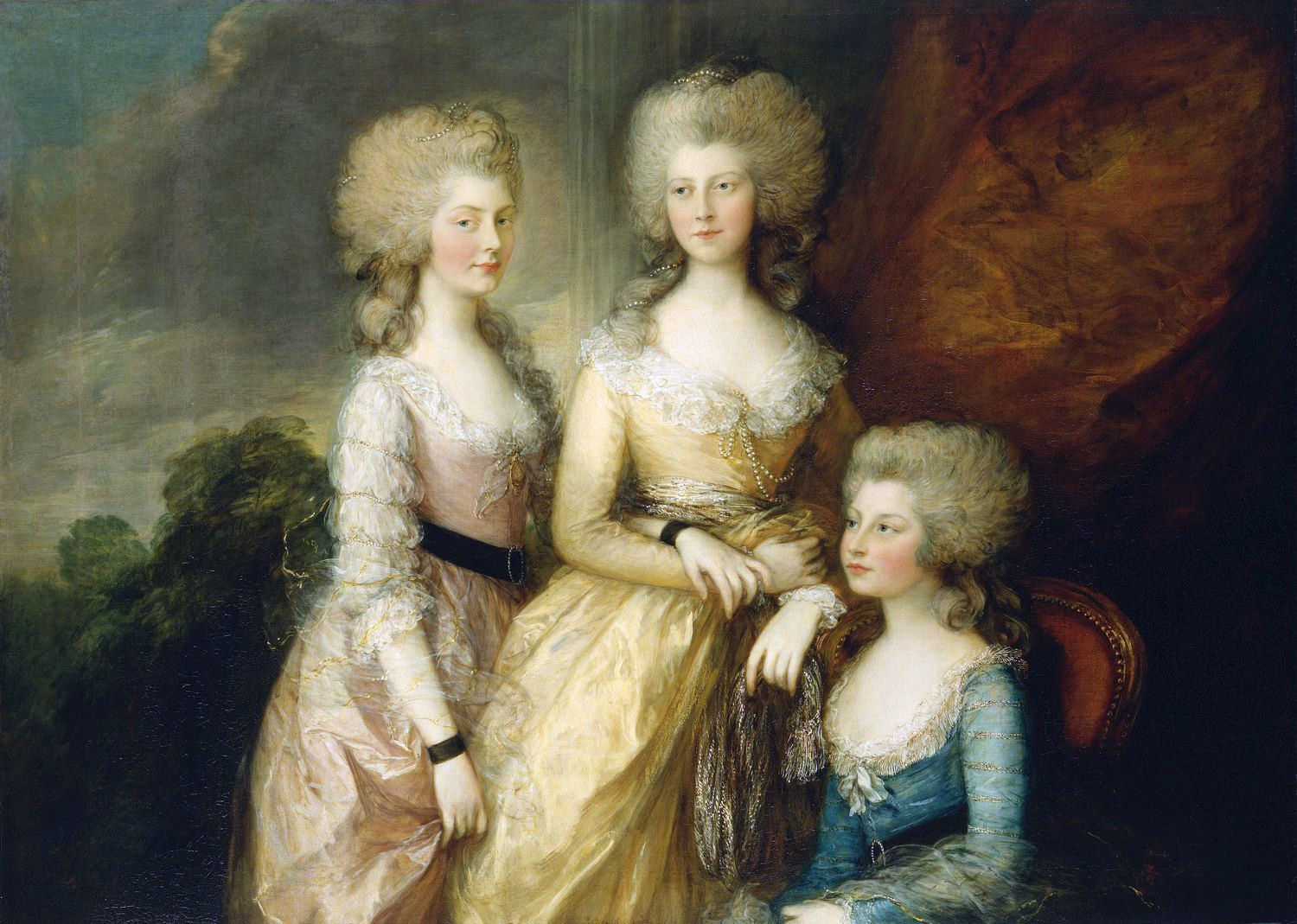
Les trois filles aînées de George III, 1784

En 1774, Mme Cotesworth prend sa retraite pour des raisons de santé. En cherchant un successeur, Lady Charlotte demande de consacrer moins de temps aux enfants. Cela est refusé par la reine Charlotte qui estime que la démission de Cotesworth est en partie due à la réduction du nombre d'heures passées par Finch avec les enfants. Elle pense également que les autres membres du personnel seraient encouragés par l'augmentation de la présence de Finch. Elle répond qu'elle passe régulièrement de nombreuses heures avec les princesses, matin et soir et menace de démissionner afin que la reine puisse embaucher quelqu'un « plus jeune et mieux préparé que cela ». Une nouvelle sous-gouvernante, Martha Gouldsworthy (sœur du lieutenant-général Philip Goldsworthy, écuyer privilégié du roi) - embauchée sur la recommandation de Finch - passe de nombreux moments avec les princesses, les surveillant et les supervisant pour préparer leçons avec leur professeur Mlle Planta. En 1782, le 14e enfant royal, le prince Alfred, tombe malade et meurt à Windsor vers l'âge de deux ans, malgré les soins dévoués de lady Charlotte.

### La retraite et la mort
En 1792, Lady Charlotte Finch est tombée malade et devient sourde. La princesse Sophia fait remarquer cet automne : « Je suis affligée à son sujet, elle est plus gentille avec nous que jamais. En effet, [Mme Gouldsworthy] et elle sont si bonnes avec nous que nous ne devrions pas mériter de tels trésors sur nous, si nous ne sentions pas leur gentillesse au plus haut degré ». Finch a démissionné de son poste en novembre 1792 et prend sa retraite le 5 janvier 1793, bien qu'elle continue de correspondre avec des membres de la famille royale et de recevoir des cadeaux de leur part, notamment le prince de Galles, futur George IV. Elle recevait 600 £ de pension annuelle, complétés par les revenus de la Compagnie de la mer du Sud, jusqu'à sa mort le 11 juillet 1813 au palais St James's.
Elle est enterrée dans le caveau familial de Ravenstone, dans le Buckinghamshire, et cinq ducs royaux assistent à ses funérailles. Sa plus jeune fille est autorisée à rester dans ses appartements à St James. Son mémorial, par Francis Leggatt Chantrey (1820), est dans l'église Sainte-Croix, Burley à côté de Burley House, appartenant à son fils, George Finch, 9e comte de Winchilsea.

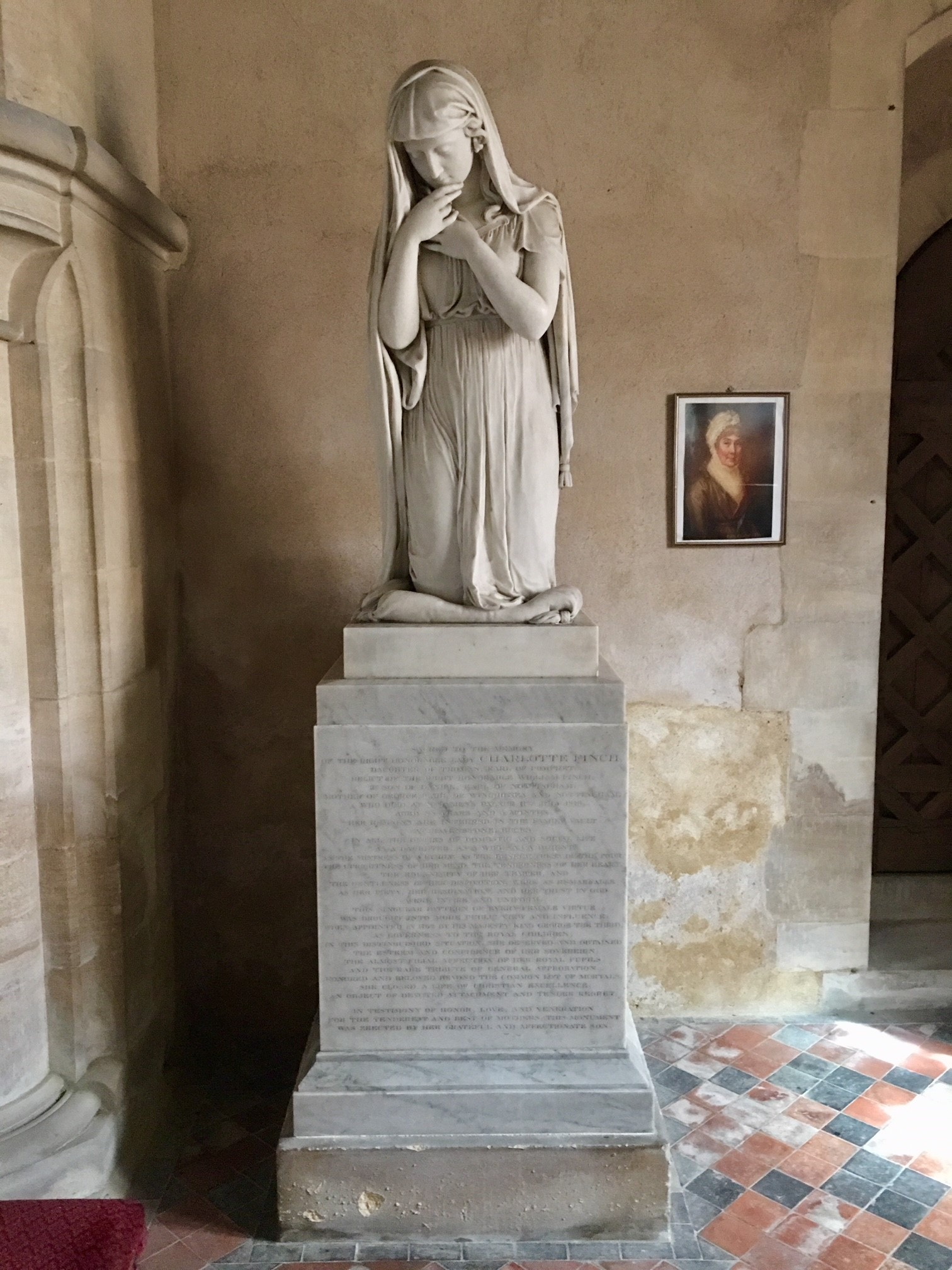
Mémorial à Lady Charlotte Finch dans l'église de Sainte-Croix

## Descendance
- Charlotte Finch
- George Finch (9e comte de Winchilsea) (4 novembre 1752 - 2 août 1826)[16]
- Sophia Finch, épouse le capitaine Charles Fielding (en) en 1772[16]
- Henrietta Finch
- Frances Finch (? –1765)